# تپه‌باشی، اسکی‌شهر
تپه‌باشی (به ترکی استانبولی: Tepebaşı) یک منطقهٔ مسکونی در ترکیه است که در استان اسکی‌شهر واقع شده‌است.